# Buba
Buba – największe miasto w południowej Gwinei Bissau. Położone nad rzeką Rio Grande de Buba, niedaleko Parku Narodowego Contanhez. Liczy 6 815 mieszkańców.
Jest to także port morski i stolica regionu Quinara. Były prezydent Gwinei Bissau Kumba Yala planował przeniesienie tu stolicy kraju (z Bissau).
Portugalczycy wybudowali w Bubie obóz wojskowy, który krótko po uzyskaniu przez Gwineę Bissau niepodległości, używany był jako kwatera główna przez Holenderski Projekt Pomocy Zagranicznej, mający na celu zaopatrywanie Quinary i Timbali w wodę zdatną do picia. Budowa fabryki sklejki w ramach Szwedzkiej Pomocy Zagranicznej w 1982 roku przyspieszyła rozwój Buby – m.in. z powodu instalacji silnika parowego wytwarzającego energię elektryczną w ilości wystarczającej do zaspokojenia potrzeb całego miasta.
W pobliżu granic miasta Buba leży popularny tam czterogwiazdkowy hotel „Bongoqrne”.